# Seznam inscenací Městského divadla Mladá Boleslav

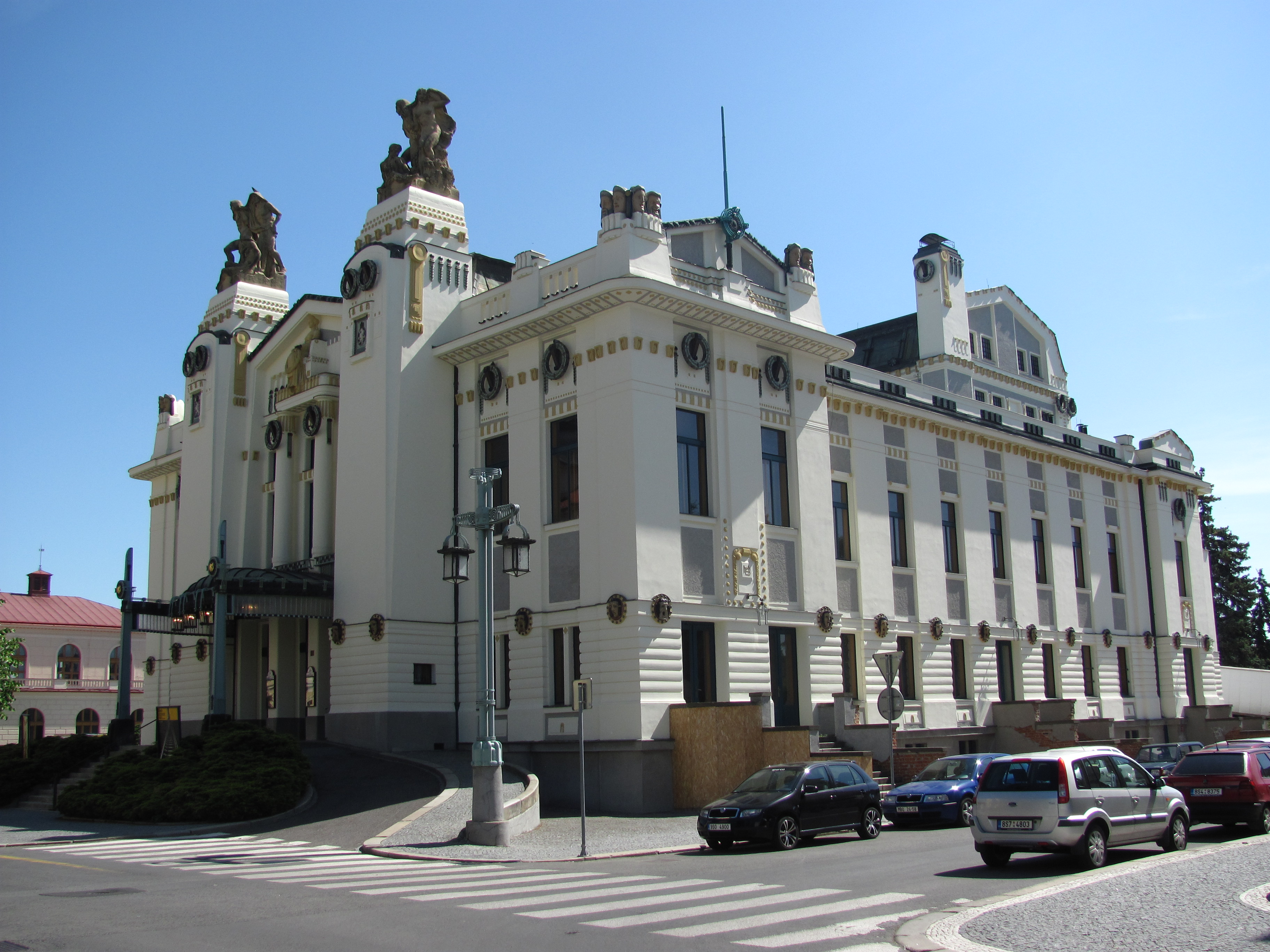
Městské divadlo Mladá Boleslav

Seznam inscenací Městského divadla Mladá Boleslav obsahuje přehled všech divadelních her, které uvedlo Městské divadlo v Mladé Boleslavi od jeho vyčlenění ze Středočeského divadla Kladno–Mladá Boleslav (dříve Divadlo Jaroslava Průchy) v roce 1994. Seznam je řazený podle data prvního uvedení a obsahuje informace o názvu hry, autorovi, režisérovi a termínu premiéry.

## Sezóna 1994/1995
| Název inscenace                                         | Autor                         | Režie       | Datum premiéry        |
| ------------------------------------------------------- | ----------------------------- | ----------- | --------------------- |
| Radúz a Mahulena                                        | Julius Zeyer                  | M. Dočekal  | 23. září 1994         |
| Sbohem, lidi                                            | Herb Gardner                  | G. Abels    | 7. října 1994         |
| Lekce                                                   | Eugene Ionesco                | T. Q. Hung  | 12. října 1994        |
| Koncert                                                 | Hermann Bahr                  | J. Kettner  | 18. listopadu 1994    |
| Byl jednou jeden drak                                   | Josef Lada – Alex Koenigsmark | J. Kettner  | 2. prosince 1994      |
| V tomhle domě spal Bůh                                  | Guilherme Figueiredo          | M. Horníček | 20. ledna 1995        |
| Drobečky z perníku                                      | Neil Simon                    | L. Vymětal  | 8. dubna 1995         |
| Silná v zoologii                                        | Stanislav Mráz                | T. Q. Hung  | 27. dubna 1995        |
| Království Boží na Zemi                                 | Tennessee Williams            | J. Kettner  | 13. a 13. května 1995 |
| Paní z moře Archivováno 18. 7. 2018 na Wayback Machine. | Henrik Ibsen                  | I. Krobot   | 9. června 1995        |

## Sezóna 1995/1996
| Název inscenace        | Autor                   | Režie       | Datum premiéry    |
| ---------------------- | ----------------------- | ----------- | ----------------- |
| Dva muži v šachu       | Miroslav Horníček       | M. Horníček | 13. října 1996    |
| Antigona               | Jean Anouilh            | R. Pleskot  | 3. listopadu 1995 |
| Hrátky s čertem        | Jan Drda                | M. Švarc    | 29. prosince 1995 |
| Candida                | George Bernard Shaw     | J. Kettner  | 16. února 1996    |
| Past na osamělého muže | Robert Thomas           | L. Vymětal  | 22. března 1996   |
| Nebezpečná křižovatka  | George Boyton Priestley | J. Pleskot  | 24. května 1996   |
| Motýli                 | Leonard Gershe          | I. Krobot   | 21. června 1996   |

## Sezóna 1996/1997
| Název inscenace                                                              | Autor                  | Režie      | Datum premiéry    |
| ---------------------------------------------------------------------------- | ---------------------- | ---------- | ----------------- |
| Duet pro jednoho                                                             | Tom Kempinski          | J. Pleskot | 25. října 1996    |
| Lištičky                                                                     | Lillian Hellmanová     | L. Vymětal | 1. listopadu 1996 |
| Figarova svatba                                                              | Pierre de Beaumarchais | J. Pleskot | 10. ledna 1997    |
| Hanswurst v dochtorském divadle na trzích nepostradatelný aneb Pražští ševci | Maurus Lindemayr       | I. Krobot  | 7. února 1997     |
| Hamlet                                                                       | William Shakespeare    | J. Pleskot | 25. dubna 1997    |
| Měsíc pro smolaře                                                            | Eugene O'Neill         | J. Korčák  | 13. června 1997   |

## Sezóna 1997/1998
| Název inscenace                                                                       | Autor                           | Režie       | Datum premiéry     |
| ------------------------------------------------------------------------------------- | ------------------------------- | ----------- | ------------------ |
| Kdo hledá, najde aneb Ženitba Balzaminova Archivováno 18. 7. 2018 na Wayback Machine. | Alexandr Nikolajevič Ostrovskij | O. Sokol    | 12. září 1997      |
| Jak je důležité míti Filipa Archivováno 18. 7. 2018 na Wayback Machine.               | Oscar Wilde                     | L. Vymětal  | 31. října 1997     |
| Smutná neděle                                                                         | Péter Müller                    | P. Hruška   | 7. listopadu 1997  |
| Čekatel                                                                               | Bolemír Noc                     | M. Babuský  | 26. listopadu 1997 |
| Tři sestry                                                                            | Anton Pavlovič Čechov           | J. Korčák   | 16. ledna 1998     |
| Pohled z mostu Archivováno 6. 8. 2016 na Wayback Machine.                             | Arthur Miller                   | L. Vymětal  | 6. března 1998     |
| Okénko                                                                                | Olga Scheinpflugová             | P. Pecháček | 24. dubna 1998     |
| Pohleď a budeš udiven                                                                 | John Patrick                    | P. Hruška   | 15. května 1998    |

## Sezóna 1998/1999
| Název inscenace                                                         | Autor                                                      | Režie      | Datum premiéry    |
| ----------------------------------------------------------------------- | ---------------------------------------------------------- | ---------- | ----------------- |
| Don Juan Archivováno 22. 9. 2020 na Wayback Machine.                    | Molière                                                    | J. Korčák  | 11. září 1998     |
| Radosti majitele automobilu Archivováno 24. 9. 2020 na Wayback Machine. | Wolfgang Neckermann - Emil Arthur Longen - Thornton Wilder | O. Sokol   | 6. listopadu 1998 |
| Komedie o Jeppem z vršku Archivováno 30. 5. 2016 na Wayback Machine.    | Daniel Hrbek a Jiří Janků                                  | D. Hrbek   | 4. prosince 1998  |
| Poprask na laguně Archivováno 22. 9. 2020 na Wayback Machine.           | Carlo Goldoni                                              | J. Korčák  | 15. ledna 1999    |
| Drobečky z perníku                                                      | Neil Simon                                                 | L. Vymětal | 19. února 1999    |
| Zločiny srdce Archivováno 24. 9. 2020 na Wayback Machine.               | Beth Henleyová                                             | L. Vymětal | 9. dubna 1999     |
| Léto Archivováno 18. 7. 2018 na Wayback Machine.                        | Fráňa Šrámek                                               | O. Sokol   | 7. května 1999    |
| S láskou nejsou žádné žerty Archivováno 24. 9. 2020 na Wayback Machine. | Alfred de Musset                                           | J. Korčák  | 25. června 1999   |

## Sezóna 1999/2000
| Název inscenace                                                 | Autor                          | Režie      | Datum premiéry     |
| --------------------------------------------------------------- | ------------------------------ | ---------- | ------------------ |
| Čtyři pocestní Archivováno 22. 9. 2020 na Wayback Machine.      | Hilaire Belloc                 | M. Babuský | 10. září 1999      |
| Lucerna Archivováno 18. 7. 2018 na Wayback Machine.             | Alois Jirásek                  | J. Pleskot | 21. listopadu 1999 |
| Bláznivá ze Chaillot Archivováno 6. 8. 2016 na Wayback Machine. | Jean Giraudoux                 | J. Dudek   | 28. ledna 2000     |
| Stará historie Archivováno 22. 9. 2020 na Wayback Machine.      | Julius Zeyer                   | J. Kettner | 12. května 2000    |
| Sestup Orfeův Archivováno 18. 7. 2018 na Wayback Machine.       | Tennessee Williams             | L. Vymětal | 24. března 2000    |
| Velká zlá myš Archivováno 31. 5. 2016 na Wayback Machine.       | Philip King - Falkland J. Cury | O. Ševčík  | 23. června 2000    |

## Sezóna 2000/2001
| Název inscenace                                                       | Autor                       | Režie           | Datum premiéry     |
| --------------------------------------------------------------------- | --------------------------- | --------------- | ------------------ |
| Makbeth Archivováno 22. 9. 2020 na Wayback Machine.                   | William Shakespeare         | B. A. Erzrumský | 6. října 2000      |
| Měsíc nad řekou Archivováno 17. 3. 2017 na Wayback Machine.           | Fráňa Šrámek - Jiří Krejčík | J. Krejčík      | 10. listopadu 2000 |
| Rodina je základ státu Archivováno 22. 9. 2020 na Wayback Machine.    | Ray Cooney                  | P. Háša         | 8. prosince 2000   |
| Zahradníkův pes Archivováno 30. 5. 2016 na Wayback Machine.           | Lope de Vega                | B. A. Erzrumský | 2. února 2001      |
| Veselé paničky Windsorské Archivováno 24. 3. 2017 na Wayback Machine. | William Shakespeare         | L. Vymětal      | 7. dubna 2001      |
| Druhá míza Archivováno 30. 5. 2016 na Wayback Machine.                | Vlastimil Venclík           | J. Kettner      | 8. června 2001     |

## Sezóna 2001/2002
| Název inscenace                                                           | Autor             | Režie      | Datum premiéry    |
| ------------------------------------------------------------------------- | ----------------- | ---------- | ----------------- |
| Loupežník Archivováno 22. 9. 2020 na Wayback Machine.                     | Karel Čapek       | J. Kettner | 9. listopadu 2001 |
| Mandarínkový pokoj Archivováno 30. 5. 2016 na Wayback Machine.            | Robert Thomas     | P. Háša    | 14. prosince 2001 |
| Strom až do nebe Archivováno 31. 5. 2016 na Wayback Machine.              | Markéta Zinnerová | J. Kettner | 15. února 2002    |
| Lidský hlas - Milovaný necita Archivováno 24. 9. 2020 na Wayback Machine. | Jean Cocteau      | L. Vymětal | 29. března 2002   |
| Obchodník s deštěm Archivováno 6. 8. 2016 na Wayback Machine.             | N. Richard Nash   | J. Pleskot | 19. dubna 2002    |
| Harold a Maude Archivováno 6. 8. 2016 na Wayback Machine.                 | Colin Higgins     | L. Vymětal | 14. června 2002   |

## Sezóna 2002/2003
| Název inscenace                                                       | Autor                            | Režie       | Datum premiéry    |
| --------------------------------------------------------------------- | -------------------------------- | ----------- | ----------------- |
| Rytíř hořící paličky Archivováno 22. 9. 2020 na Wayback Machine.      | Francis Beaumont - John Fletcher | P. Řezníček | 18. října 2002    |
| Fyzikové Archivováno 23. 3. 2017 na Wayback Machine.                  | Friedrich Dürrenmatt             | F. Miška    | 13. prosince 2002 |
| Manon Lescaut Archivováno 18. 7. 2018 na Wayback Machine.             | Vítězslav Nezval                 | J. Kettner  | 19. prosince 2002 |
| Tramvaj do stanice Touha Archivováno 18. 7. 2018 na Wayback Machine.  | Tennessee Williams               | J. Novák    | 28. února 2003    |
| Dušičky Archivováno 23. 3. 2017 na Wayback Machine.                   | Vlastimil Venclík                | J. Kettner  | 25. dubna 2003    |
| Lofter aneb Ztracená tvář Archivováno 30. 5. 2016 na Wayback Machine. | Günther Weisenborn               | M. Horanský | 20. června 2003   |

## Sezóna 2003/2004
| Název inscenace                                                                          | Autor               | Režie       | Datum premiéry       |
| ---------------------------------------------------------------------------------------- | ------------------- | ----------- | -------------------- |
| Tvrdohlavá žena a zamilovaný školní mládenec Archivováno 18. 7. 2018 na Wayback Machine. | Josef Kajetán Tyl   | J. Kettner  | 17. října 2003       |
| Pan Hamilkar Archivováno 23. 3. 2017 na Wayback Machine.                                 | Yves Jamiaque       | L. Vymětal  | 12. prosince 2003    |
| Romance pro křídlovku Archivováno 24. 3. 2017 na Wayback Machine.                        | František Hrubín    | J. Kettner  | 7. února 2004        |
| Rozmarný duch Archivováno 30. 5. 2016 na Wayback Machine.                                | Noel Coward         | R. Felzmann | 20. února 2004       |
| Othello Archivováno 18. 7. 2018 na Wayback Machine.                                      | William Shakespeare | M. Horanský | 16. dubna 2004/2005? |
| Josefina Archivováno 6. 8. 2016 na Wayback Machine.                                      | Vladislav Vančura   | R. Balaš    | 11. června 2004      |

## Sezóna 2004/2005
| Název inscenace                                                  | Autor                             | Režie      | Datum premiéry     |
| ---------------------------------------------------------------- | --------------------------------- | ---------- | ------------------ |
| Dům se sedmi balkóny Archivováno 24. 9. 2020 na Wayback Machine. | Alejandro Casona                  | J. Novák   | 17. září 2004      |
| Večer tříkrálový Archivováno 18. 7. 2018 na Wayback Machine.     | William Shakespeare - Milan Pásek | J. Kettner | 19. listopadu 2004 |
| Můj přítel Harvey Archivováno 22. 9. 2020 na Wayback Machine.    | Mary Chase                        | R. Štolpa  | 4. února 2005      |
| Příběh koně Archivováno 23. 3. 2017 na Wayback Machine.          | Lev Nikolajevič Tolstoj           | J. Kettner | 18. února 2005     |
| Neboj se, miláčku Archivováno 31. 5. 2016 na Wayback Machine.    | William Inge                      | J. Novák   | 8. dubna 2005      |

## Sezóna 2005/2006
| Název inscenace                                                  | Autor                            | Režie       | Datum premiéry    |
| ---------------------------------------------------------------- | -------------------------------- | ----------- | ----------------- |
| Peer Gynt Archivováno 18. 7. 2018 na Wayback Machine.            | Henrik Ibsen                     | R. Felzmann | 9. září 2005      |
| Les Archivováno 18. 7. 2018 na Wayback Machine.                  | Alexander Nikolajevič Ostrovskij | J. Novák    | 14. října 2005    |
| Stará láska nerezaví Archivováno 31. 5. 2016 na Wayback Machine. | Bernard Slade                    | O. Kepka    | 16. prosince 2005 |
| Marius a Fanny Archivováno 23. 3. 2017 na Wayback Machine.       | Marcel Pagnol                    | J. Kettner  | 13. ledna 2006    |
| Brooklynská idyla Archivováno 18. 7. 2018 na Wayback Machine.    | Irwin Shaw                       | J. Kettner  | 17. března 2006   |
| Tartuffe Archivováno 9. 8. 2016 na Wayback Machine.              | Molière                          | M. Horanský | 28. dubna 2006    |

## Sezóna 2006/2007
| Název inscenace                                                        | Autor                                                                        | Režie       | Datum premiéry    |
| ---------------------------------------------------------------------- | ---------------------------------------------------------------------------- | ----------- | ----------------- |
| Hello, Dolly! Archivováno 8. 8. 2016 na Wayback Machine.               | Jerry Herman - Michael Stewart                                               | R. Balaš    | 8. září 2006      |
| Dobrodružství Dona Quijota Archivováno 23. 3. 2017 na Wayback Machine. | Miguel de Cervantes - Michail Bulgakov - Alena Morávková - František Skřípek | J. Kettner  | 27. října 2006    |
| Benátská dvojčata Archivováno 14. 8. 2020 na Wayback Machine.          | Carlo Goldoni                                                                | Š. Capko    | 22. prosince 2006 |
| Dům Bernardy Alby Archivováno 18. 7. 2018 na Wayback Machine.          | Federico Garcia Lorca                                                        | P. Mikeska  | 16. února 2007    |
| Rozmarné léto Archivováno 9. 8. 2016 na Wayback Machine.               | Vladislav Vančura                                                            | R. Felzmann | 2. března 2007    |
| Manželství po italsku Archivováno 18. 7. 2018 na Wayback Machine.      | Eduardo de Filippo                                                           | J. Kettner  | 13. dubna 2007    |
| Anatol Archivováno 31. 5. 2016 na Wayback Machine.                     | Arthur Schnitzler                                                            | O. Kepka    | 15. června 2007   |

## Sezóna 2007/2008
| Název inscenace                                                        | Autor                                          | Režie      | Datum premiéry    |
| ---------------------------------------------------------------------- | ---------------------------------------------- | ---------- | ----------------- |
| O myších a lidech Archivováno 24. 3. 2017 na Wayback Machine.          | John Steinbeck                                 | J. Kettner | 12. října 2007    |
| Muži v offsidu                                                         | Karel Poláček - Martin Vačkář - Ondřej Havelka | O. Havelka | 14. prosince 2007 |
| Racek Archivováno 18. 7. 2018 na Wayback Machine.                      | Anton Pavlovič Čechov                          | J. Novák   | 15. února 2008    |
| Scény z manželského života Archivováno 23. 3. 2017 na Wayback Machine. | Ingmar Bergman                                 | J. Kettner | 7. března 2008    |
| Miláček (Bel-Ami) Archivováno 18. 7. 2018 na Wayback Machine.          | Guy de Maupassant                              | P. Khek    | 11. dubna 2008    |

## Sezóna 2008/2009
| Název inscenace                                                                    | Autor                                    | Režie                | Datum premiéry      |
| ---------------------------------------------------------------------------------- | ---------------------------------------- | -------------------- | ------------------- |
| Sen svatojánské noci Archivováno 8. 8. 2016 na Wayback Machine.                    | William Shakespeare                      | J. Kačer             | 19. září 2008       |
| Equus Archivováno 18. 7. 2018 na Wayback Machine.                                  | Peter Shaffer                            | J. Kettner           | 21. listopadu 2008  |
| Strážný anděl Archivováno 22. 9. 2020 na Wayback Machine.                          | Vlastimil Venclík                        | R. Felzmann          | 12. prosince 2008   |
| Strakonický dudák aneb Hody divých žen Archivováno 18. 7. 2018 na Wayback Machine. | Josef Kajetán Tyl                        | J. Kettner           | 13. února 2009      |
| Smím prosit? Archivováno 31. 10. 2016 na Wayback Machine.                          | Ota Jirák                                | Z. Štěpán            | 6. a 7. března 2009 |
| Tetovaná růže Archivováno 24. 3. 2017 na Wayback Machine.                          | Tennessee Williams                       | J. Novák             | 10. dubna 2009      |
| Sebevrah Archivováno 30. 5. 2016 na Wayback Machine.                               | N. R. Erdman - Pavel Khek - Petr Mikeska | P. Mikeska a P. Khek | 29. května 2009     |

## Sezóna 2009/2010
| Název inscenace                                                       | Autor                       | Režie       | Datum premiéry       |
| --------------------------------------------------------------------- | --------------------------- | ----------- | -------------------- |
| Romeo a Julie Archivováno 22. 9. 2020 na Wayback Machine.             | William Shakespeare         | J. Špalek   | 13. listopadu 2009   |
| Dědeček automobil Archivováno 18. 7. 2018 na Wayback Machine.         | Adolf Branald - Radek Balaš | R. Balaš    | 21. listopadu 2009   |
| Zlomatka Archivováno 18. 7. 2018 na Wayback Machine.                  | Mario Gelardi               | P. Mikeska  | 29. ledna 2010       |
| Druhý břeh Archivováno 24. 3. 2017 na Wayback Machine.                | Michaela Gübelová           | J. Kettner  | 12. a 13. února 2010 |
| Faust a Markétka Archivováno 9. 12. 2017 na Wayback Machine.          | Johann Wolfgang Goethe      | P. Khek     | 26. března 2010      |
| Generálka Jeho Veličenstva Archivováno 8. 5. 2016 na Wayback Machine. | Jiří Hubač                  | R. Felzmann | 30. dubna 2010       |

## Sezóna 2010/2011
| Název inscenace                                                           | Autor                          | Režie      | Datum premiéry    |
| ------------------------------------------------------------------------- | ------------------------------ | ---------- | ----------------- |
| Naše městečko Archivováno 22. 9. 2020 na Wayback Machine.                 | Thornton Wilder                | P. Mikeska | 10. prosince 2010 |
| Ostře sledované vlaky Archivováno 18. 7. 2018 na Wayback Machine.         | Bohumil Hrabal - Ivo Krobot    | I. Krobot  | 11. února 2011    |
| Kočičí hra Archivováno 23. 3. 2017 na Wayback Machine.                    | István Örkény                  | J. Kettner | 11. března 2011   |
| Nebezpečné vztahy Archivováno 1. 6. 2016 na Wayback Machine.              | Christopher Hampton            | P. Khek    | 29. dubna 2011    |
| Zločin v Posázavském Pacifiku Archivováno 23. 3. 2017 na Wayback Machine. | Martin Vačkář - Ondřej Havelka | O. Havelka | 20. května 2011   |

## Sezóna 2011/2012
| Název inscenace                                                   | Autor           | Režie      | Datum premiéry    |
| ----------------------------------------------------------------- | --------------- | ---------- | ----------------- |
| Dr. Jekyll a Mr. Hyde Archivováno 30. 5. 2016 na Wayback Machine. | Jeffrey Hatcher | P. Khek    | 4. listopadu 2011 |
| Vernisáž / Pět tet Archivováno 8. 5. 2016 na Wayback Machine.     | Václav Havel    | I. Krobot  | 10. února 2012    |
| Scapinova šibalství Archivováno 12. 2. 2017 na Wayback Machine.   | Molière         | J. Novák   | 16. března 2012   |
| Tlustý prase Archivováno 12. 2. 2017 na Wayback Machine.          | Neil LaBute     | P. Mikeska | 5. května 2012    |
| Kdo je tady ředitel? Archivováno 12. 2. 2017 na Wayback Machine.  | Lars von Trier  | P. Khek    | 22. června 2012   |

## Sezóna 2012/2013
| Název inscenace                                                     | Autor                                       | Režie       | Datum premiéry   |
| ------------------------------------------------------------------- | ------------------------------------------- | ----------- | ---------------- |
| Cantervillské strašidlo Archivováno 12. 2. 2017 na Wayback Machine. | Oscar Wilde                                 | P. Mikeska  | 12. října 2012   |
| Limonádový Joe Archivováno 12. 2. 2017 na Wayback Machine.          | Jiří Brdečka & Jan Rychlík & Vlastimil Hála | N. Deáková  | 7. prosince 2012 |
| Marvinův pokoj Archivováno 12. 2. 2017 na Wayback Machine.          | Scott McPherson                             | H. Glancová | 15. února 2013   |
| Úplné zatmění Archivováno 12. 2. 2017 na Wayback Machine.           | Christopher Hampton                         | P. Khek     | 12. dubna 2013   |
| Bůh masakru Archivováno 13. 5. 2016 na Wayback Machine.             | Yasmina Reza                                | P. Svojtka  | 17. května 2013  |
| Zkrocení zlé ženy Archivováno 12. 2. 2017 na Wayback Machine.       | William Shakespeare                         | P. Khek     | 21. června 2013  |

## Sezóna 2013/2014
| Název inscenace                                                         | Autor                            | Režie      | Datum premiéry    |
| ----------------------------------------------------------------------- | -------------------------------- | ---------- | ----------------- |
| Na dotek Archivováno 12. 2. 2017 na Wayback Machine.                    | Patrick Marber                   | P. Mikeska | 18. října 2013    |
| Pane, vy jste vdova! Archivováno 12. 2. 2017 na Wayback Machine.        | Miloš Macourek & Václav Vorlíček | Z. Bartoš  | 13. prosince 2013 |
| Osiřelý západ Archivováno 8. 5. 2016 na Wayback Machine.                | Martin McDonagh                  | P. Khek    | 14. února 2014    |
| Hostina dravců Archivováno 12. 2. 2017 na Wayback Machine.              | Vahe Katcha & Julien Sibre       | P. Veselý  | 28. února 2014    |
| Smrt obchodního cestujícího Archivováno 12. 2. 2017 na Wayback Machine. | Arthur Miller                    | P. Khek    | 11. dubna 2014    |
| Cyrano z Bergeracu Archivováno 14. 4. 2017 na Wayback Machine.          | Edmond Rostand                   | P. Khek    | 20. června 2014   |

## Sezóna 2014/2015
| Název inscenace                                                | Autor                       | Režie       | Datum premiéry    |
| -------------------------------------------------------------- | --------------------------- | ----------- | ----------------- |
| Balada pro banditu Archivováno 12. 2. 2017 na Wayback Machine. | Milan Uhde & Miloš Štědroň  | P. Veselý   | 17. října 2014    |
| Pygmalion Archivováno 12. 2. 2017 na Wayback Machine.          | Bernard Shaw                | P. Mikeska  | 12. prosince 2014 |
| Novecento (1900) Archivováno 12. 2. 2017 na Wayback Machine.   | Alessandro Baricco          | P. Khek     | 23. ledna 2015    |
| Vražda na faře Archivováno 12. 2. 2017 na Wayback Machine.     | Agatha Christie             | H. Glancová | 13. února 2015    |
| Ondina Archivováno 12. 2. 2017 na Wayback Machine.             | Jean Giraudoux              | M. Vokoun   | 17. dubna 2015    |
| Chaplin Archivováno 12. 2. 2017 na Wayback Machine.            | Pavel Khek & Lenka Smrčková | P. Khek     | 29. května 2015   |

## Sezóna 2015/2016
| Název inscenace                                                         | Autor                      | Režie      | Datum premiéry    |
| ----------------------------------------------------------------------- | -------------------------- | ---------- | ----------------- |
| Mikve Archivováno 12. 2. 2017 na Wayback Machine.                       | Hadar Galron               | P. Mikeska | 16. října 2015    |
| Jak je důležité míti Filipa Archivováno 12. 2. 2017 na Wayback Machine. | Oscar Wilde                | P. Khek    | 18. prosince 2015 |
| Kabaret Archivováno 12. 2. 2017 na Wayback Machine.                     | Masteroff & Kander & Ebb   | M. Tyc     | 26. února 2016    |
| Slídil Archivováno 12. 2. 2017 na Wayback Machine.                      | Anthony Shaffer            | J. Bábek   | 11. března 2016   |
| Maškaráda Archivováno 12. 2. 2017 na Wayback Machine.                   | Michail Jurjevič Lermontov | P. Veselý  | 29. dubna 2016    |
| S nebožtíkem v patách Archivováno 12. 2. 2017 na Wayback Machine.       | Alec Coppel                | Z. Bartoš  | 10. června 2016   |

## Sezóna 2016/2017
| Název inscenace                                                                                | Autor                                     | Režie        | Datum premiéry     |
| ---------------------------------------------------------------------------------------------- | ----------------------------------------- | ------------ | ------------------ |
| Král Lear Archivováno 12. 2. 2017 na Wayback Machine.                                          | William Shakespeare                       | P. Khek      | 21. října 2016     |
| Iluze (scénické čtení) Archivováno 12. 2. 2017 na Wayback Machine.                             | Ivan Vyrypajev                            | L. Stach     | 19. listopadu 2016 |
| Souborné dílo Williama Shakespeara ve 120 minutách Archivováno 12. 2. 2017 na Wayback Machine. | J. Borgeson & A. Long & D. Singer         | T. Karpianus | 9. prosince 2016   |
| Krás(k)a na scéně Archivováno 12. 2. 2017 na Wayback Machine.                                  | Jeffrey Hatcher                           | P. Mikeska   | 17. února 2017     |
| Byl to skřivan Archivováno 12. 2. 2017 na Wayback Machine.                                     | Ephraim Kishon                            | J. Bábek     | 10. března 2017    |
| Sonety Archivováno 12. 2. 2017 na Wayback Machine.                                             | William Shakespeare & Jakub Nvota & spol. | J. Nvota     | 28. dubna 2017     |
| Garderobiér Archivováno 19. 3. 2017 na Wayback Machine.                                        | Ronald Harwood                            | P. Lančarič  | 9. června 2017     |

## Sezóna 2017/2018
| Název inscenace                                                    | Autor                       | Režie       | Datum premiéry    |
| ------------------------------------------------------------------ | --------------------------- | ----------- | ----------------- |
| Deburau Archivováno 18. 7. 2018 na Wayback Machine.                | Lenka Smrčková & Pavel Khek | P. Khek     | 20. října 2017    |
| Bez roucha Archivováno 18. 7. 2018 na Wayback Machine.             | Michael Frayn               | P. Veselý   | 15. prosince 2017 |
| Teď mě zabij Archivováno 18. 7. 2018 na Wayback Machine.           | Brad Fraser                 | P. Mikeska  | 23. února 2018    |
| Teror (scénické čtení) Archivováno 18. 7. 2018 na Wayback Machine. | Ferdinand von Schirach      | P. Khek     | 9. dubna 2018     |
| Saturnin Archivováno 18. 7. 2018 na Wayback Machine.               | Zdeněk Jirotka              | A. Doležal  | 20. dubna 2018    |
| Poprvé vdaná Archivováno 18. 7. 2018 na Wayback Machine.           | Pavel Nilin                 | H. Glancová | 4. května 2018    |
| Tajemství Archivováno 18. 7. 2018 na Wayback Machine.              | Hadar Galron                | H. Galron   | 15. června 2018   |

## Sezóna 2018/2019
| Název inscenace                                                                | Autor                             | Režie      | Datum premiéry    |
| ------------------------------------------------------------------------------ | --------------------------------- | ---------- | ----------------- |
| Sáňky se zvonci (scénické čtení) Archivováno 18. 7. 2018 na Wayback Machine.   | Antonín Přidal                    | P. Mikeska | 29. září 2018     |
| Legenda 997 (V+V) Archivováno 18. 7. 2018 na Wayback Machine.                  | Denisa Kábrtová & Radůza          | P. Khek    | 26. října 2018    |
| Revizor Archivováno 18. 7. 2018 na Wayback Machine.                            | Nikolaj Vasiljevič Gogol          | Š. Pácl    | 14. prosince 2018 |
| A pak už tam nezbyl ani jeden Archivováno 18. 7. 2018 na Wayback Machine.      | Agatha Christie                   | P. Mikeska | 22. února 2019    |
| Pravda Archivováno 18. 7. 2018 na Wayback Machine.                             | Florian Zeller                    | P. Chmela  | 15. března 2019   |
| Cesta kolem světa Archivováno 18. 7. 2018 na Wayback Machine.                  | J. Verne & M. Vačkář & O. Havelka | O. Havelka | 12. dubna 2019    |
| Kočka na rozpálené plechové střeše Archivováno 18. 7. 2018 na Wayback Machine. | Tennessee Williams                | P. Svojtka | 14. června 2019   |

## Sezóna 2019/2020
| Název inscenace                                                   | Autor                           | Režie      | Datum premiéry     |
| ----------------------------------------------------------------- | ------------------------------- | ---------- | ------------------ |
| Šumař na střeše                                                   | J. Bock & J. Stein & S. Harnick | P. Mikeska | 22. listopadu 2019 |
| Zahraj to znovu, Same Archivováno 18. 7. 2018 na Wayback Machine. | Woody Allen                     | V. Vencl   | 13. prosince 2019  |
|                                                                   |                                 |            |                    |
|                                                                   |                                 |            |                    |
|                                                                   |                                 |            |                    |
|                                                                   |                                 |            |                    |
|                                                                   |                                 |            |                    |